# Канаро
Кана̀ро (на италиански: Canaro; на венециански: Canàr, Канар) е малко градче и община в Северна Италия, провинция Ровиго, регион Венето. Разположено е на 7 m надморска височина. Населението на общината е 2870 души (към 2012 г.).